# Ironton (Ohio)
Ironton é uma cidade localizada no estado norte-americano de Ohio, no Condado de Lawrence.

## Demografia
Segundo o censo norte-americano de 2000, a sua população era de 11.211 habitantes.
Em 2006, foi estimada uma população de 11.416, um aumento de 205 (1.8%).

## Geografia
De acordo com o United States Census Bureau tem uma área de
11,4 km², dos quais 10,7 km² cobertos por terra e 0,7 km² cobertos por água. Ironton localiza-se a aproximadamente 165 m acima do nível do mar.

## Localidades na vizinhança
O diagrama seguinte representa as localidades num raio de 8 km ao redor de Ironton.